# Neanura bullsa
Neanura bullsa är en urinsektsart som beskrevs av John L. Wray 1953. Neanura bullsa ingår i släktet Neanura och familjen Neanuridae. Inga underarter finns listade i Catalogue of Life.